# 메간트로푸스

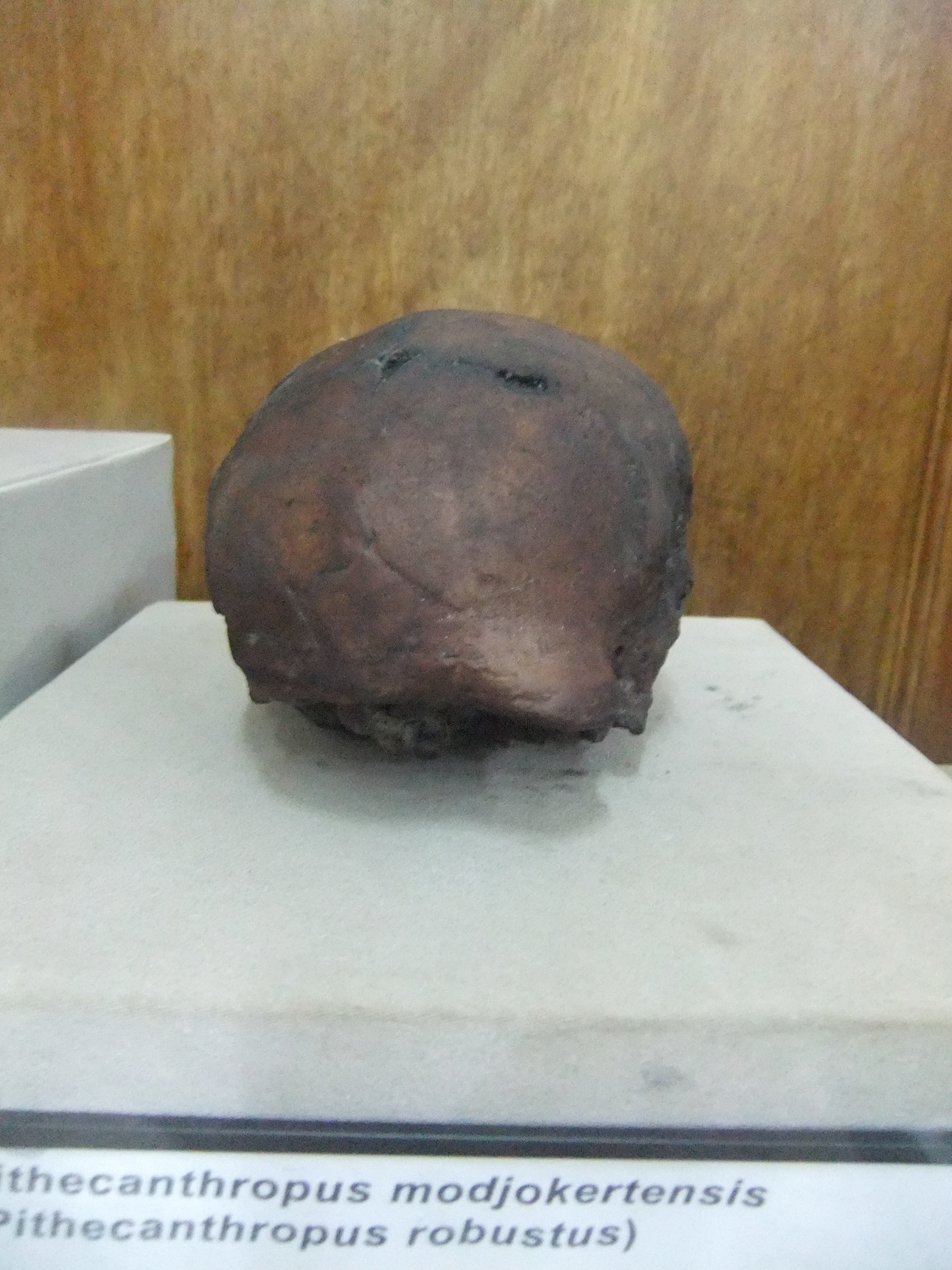

메간트로푸스(Meganthropus)는 1941년 자바의 상기란에서 쾨니히스발트가 발견한 화석이며 크기는 거대한 고릴라만하다. 메간트로푸스의 분류와 계통은 확실치 않다. 호모 에렉투스, 오스트랄로피테쿠스, 파란트로푸스 로부스투스, 아니면 각자 독립된 사람속 등 여러 설이 있다.